# Ivančice (hrad)

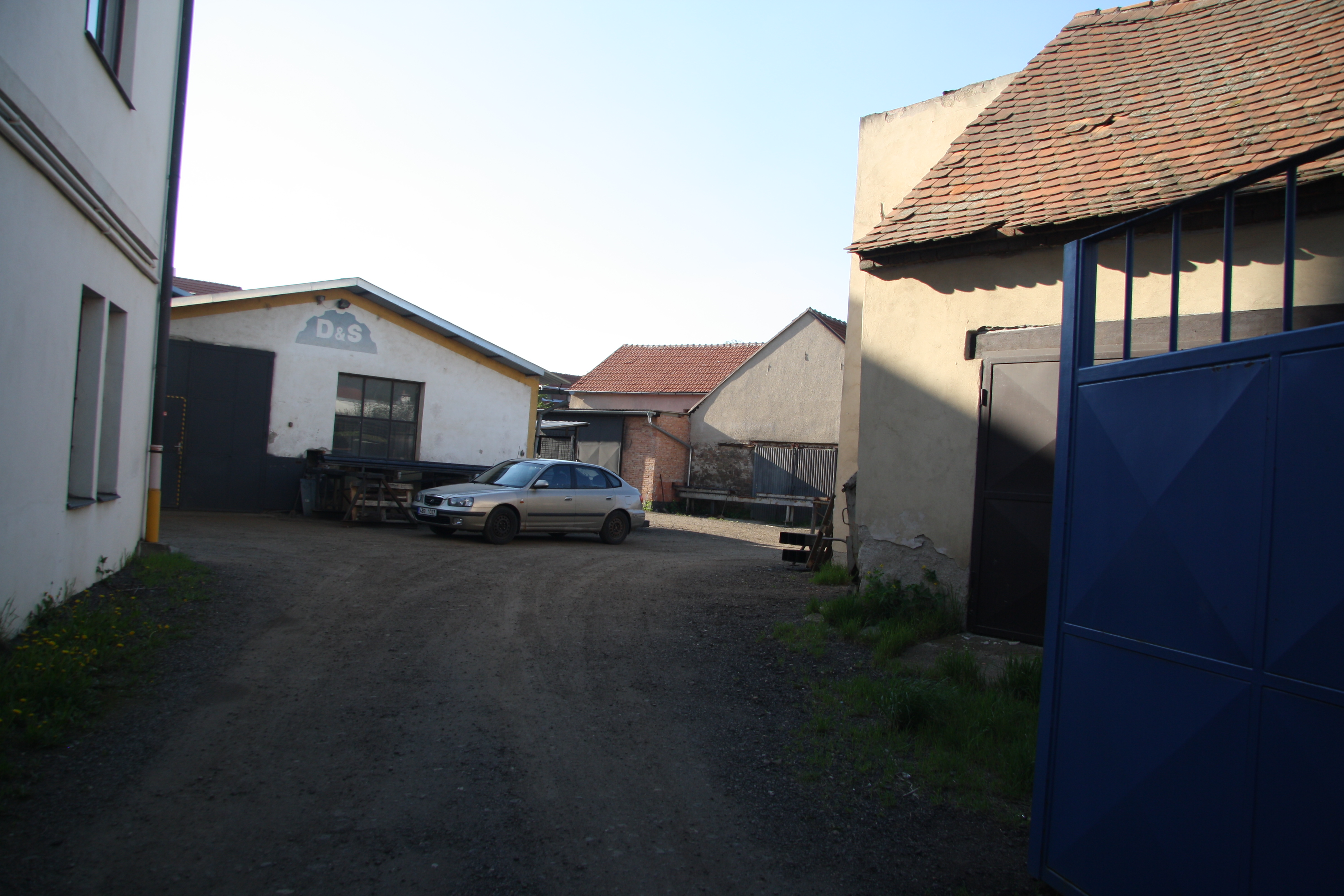
Místo, kde hrad stával

Hrad Ivančice se zřejmě nacházel severozápadně od Palackého náměstí v Ivančicích.
V písemných pramenech je hrad v Ivančicích poprvé zmiňován v roce 1308, další zmínka pochází ze 30. let 14. století. Podle analýzy fragmentů lze usuzovat, že mohl stát již na přelomu 13. a 14. století a že ve druhé polovině 14. století došlo k jeho přestavbě. Po roce 1337 se z pramenů na dlouho vytrácí, další přímá zmínka a také poslední zmínka vůbec pochází z roku 1453. V této době přešlo město do majetku pánů z Lipé, kteří si vytvářeli sídlo v Moravském Krumlově, takže ivančický hrad ztratil sídelní i pevnostní funkci a zřejmě se dostal do majetku fary. Stavby hradu postupem času zanikly. Budova paláce mohla být využita jako farní stodola, která byla později také zbořena a nahrazena dochovaným objektem stodoly.
Ačkoliv je ivančický městský hrad doložen v písemných pramenech, jeho lokalizace není zcela vyjasněná. Literatura často klade polohu hradu do místa tzv. domu pánů z Lipé na Palackého náměstí, průzkum tohoto renesančního domu i starších sklepů ale toto tvrzení, pocházející z rukopisu ivančických dějin (1847) od kaplana Procházky, nijak nepotvrzuje. Podle povrchového výzkumu je možné situovat zaniklý hrad do prostoru severně od západního konce Palackého náměstí, do míst, kde fara měla v minulosti hospodářské zázemí se sýpkou a stodolou. Ve zdivu stodoly se nacházejí druhotně osazené gotické architektonické prvky a fragmenty, které pocházejí z původního a dříve zbořeného objektu stodoly, jež mohla být přestavěným palácem. Identifikovány byly nárožní kvádry, ostění portálu a okének, a kříže, které dělily velká obdélná okna. Jistotu o situování hradu ale může poskytnout pouze podrobný výzkum.